# 黒田一成
黒田 一成（くろだ かずしげ）は、安土桃山時代から江戸時代前期にかけての武将。黒田氏の家臣。黒田二十四騎や黒田八虎の一人。三奈木黒田家の初代当主。

## 生涯
元亀2年（1571年）、荒木村重の家臣・加藤重徳の次男として摂津国伊丹（現兵庫県伊丹市）に生まれる。幼名は玉松。
石山合戦の時、織田信長に反抗した村重の説得の為に黒田孝高（当時は小寺孝隆）が村重居城の有岡城へ向かったが、捕えられ牢獄に入れられた。この時、重徳が色々と世話をしてくれたので孝高はその恩に報いるため、有岡城の戦いで村重が敗れて没落した後に一成を自分の養子として迎えている。一成は孝高の子・長政の弟のように育てられたという。
天正12年（1584年）の和泉国での根来衆・雑賀衆の一揆との岸和田の戦いが初陣。その後、四国征伐や九州平定にも出陣、根白坂の戦いでは首を2つ討ち取り名をあげる。豊前国入国時は80石程度だったが、天正18年（1590年）に2,488石に加増され、後に2,000石を追加されて4,488石となった。城井氏攻めの敗走の際、長政の影武者になることを志願した。
豊臣秀吉の朝鮮出兵（文禄・慶長の役）では長政の先鋒隊をつとめ、金海城に一番乗りをし、晋州城の戦い、白川、西生浦での籠城、稷山の戦いなどでも活躍した。慶長5年（1600年）の関ヶ原の戦いでも武功を挙げる。関ヶ原の戦いの前哨戦に当たる木曽川・合渡川の戦いでも敵の首を挙げ、関ヶ原の本戦でも石田三成の重臣の蒲生将監（安藤直重）を討ち取った。このような黒田隊の戦功により、長政は徳川家康から一番の功労者として筑前国（福岡藩）に52万3,000石を与えられた。
筑前国入国後、下座郡で1万2千石を与えられた。三奈木村（現・福岡県朝倉市）に居館を構えたといい、その後1万6,205石を領した。以後一成の家系は三奈木黒田家と称される。馬印は白の御幣である。慶長19年（1614年）の大坂冬の陣では、黒田忠之に従って出陣し、大坂城の外堀の埋め立てを行って帰国。寛永14年（1637年）の島原の乱では江戸幕府軍の総大将・松平信綱の軍議に参加する。藩士達は黒田忠之の指揮に従わず一成に従ったとされる。寛永20年（1643年）、73歳で隠居して睡鷗と号した。
明暦2年（1656年）11月13日、86歳で死去。法名は睡鷗斎休江宗印居士。墓は福岡市博多区の崇福寺正伝庵と朝倉市三奈木の清岩寺（清岩禅寺）にある。一成の家系は代々福岡藩の大老職を世襲する別格的存在となり、明治に至るまで黒田家の筆頭重臣家として存続し、明治時代に黒田一義が男爵となり華族に列した（→福岡藩#大老を参照）。

## 人物
- 体格は大兵肥満、身の丈6尺の巨漢であった。「黒田家臣傳」には「身の長六尺に及び其の力人にすぐれたり。其の人となり寛容にしてせまらず、温柔にしてはげしからず」と記され、温厚な人柄であった。
- 鹿の角を裂くほどの怪力無双の城井鎮房の強弓で、巻藁を射ることが出来たという。
- 長政より大きな大水牛脇立兜を体格に合わせてかぶっていた。関ヶ原の戦いでは目立ち過ぎて狙撃されたという。
- 首級を幾つもあげた記録が残っているが、常に主君である長政を立て武功を誇ることがなかった。
- 島原の乱では総大将の松平信綱の軍議に招かれ、意見を求められた。兵糧攻めを具申したと云われる[3]。
- 歌を詠み、絵も描き、『黒田長政記』を著した。
- 島津氏や豊臣秀吉などの兵火に遭った春日神社、美奈宜神社など、領内の神社仏閣の再建や建立に力を注いだ[4][3]。
- 三奈木に建立した清岩寺に、横岳江雲和尚の讃の肖像画が残されている。
- 宮本武蔵の父の新免無二が、かつて仕えたと考える研究者が多い新免宗貫（伊賀守）を、客将に招いている[3]。
- 実弟の吉松は、慶長2年（1597年）、朝鮮出兵に参加していた父・孝高や兄・長政を見舞うため朝鮮半島に渡ろうとした黒田熊之助に同行したが、その途中で暴風に遭って船が沈没し、熊之助・母里吉太夫（母里友信の嫡男）・木山紹宅とともに亡くなっている（享年16）。
- 荒木村重の没落後、父・重徳と兄・吉成は宇喜多秀家、小西行長の順に仕え、関ヶ原の戦いで行長が敗れ処刑されると浪人の身となっていたが、一成が父兄を黒田家に迎えるよう、主君の長政に願い出て認められたという。前述の、重徳が長政の父・孝高を地下牢から救出した功もあって、吉成の家系はその後代々藩の中老職に列せられることとなった。
- 主君、黒田長政より大坂夏の陣図屏風、通称『黒田屏風』の制作を命ぜられる。この屏風は現在、大阪城天守閣所蔵となっており、国の重要文化財に指定されている。
- 黒田長政より与えられた、与力の系譜を引く重要な家臣には、本姓である加藤の姓を与えている。
- 隠居後、冨田流剣豪で織部流茶人の土屋宗俊を久留米藩から引き抜いている。

## 関連作品
映画
- 黒田騒動（1956年、演：青柳龍太郎）

テレビドラマ
- 軍師官兵衛（2014年、NHK大河ドラマ、演：小林ユウキチ）

漫画
- へうげもの（2017年） - 終盤に登場し、『黒田屏風』の制作を岩佐又兵衛に依頼する。